# 바르부르크 효과 (종양학)
바르부르크 효과(영어: Warburg effect)는 암으로 보이는 조직을 판단하는 에너지 대사 현상으로 포도당의 대사 경로가 비정상적으로 커지게 작동함으로서 포도당의 대사 반응인 해당과정이 시트르산 회로나 전자전달계로의 정상적인 흐름으로 제대로 이어지지 못한다는 점과 함께 해당과정의 산물인 피루브산이 젖산으로 발효되어 세포 외부로 배출된다는 것이다. 이를 최초로 언급한 과학자는 오토 하인리히 바르부르크이다.

## 종양학
종양학에서 바르부르크 효과는 호기성 조건에서 암 세포가 신체의 대부분의 다른 세포가 선호하는 훨씬 효율적인 산화적 인산화 경로보다 해당과정을 통한 대사를 선호하는 경향이 있음을 나타낸다. 종양 세포에서, 해당과정의 마지막 생성물인 피루브산은 젖산으로 전환된다. 이러한 관찰은 노벨상 수상자인 오토 하인리히 바르부르크에 의해 처음으로 이루어졌다. 논문은 〈호흡 효소의 성질 및 작용 방식의 발견〉(영어: Discovery of the nature and mode of action of the respiratory enzyme)이다.

## 암
암세포의 이러한 해당과정에서 보여지는 비정상적인 에너지 대사에 대한 가설 중 하나로는 암세포의 증식 속도와 관련해서 산소에서 보다 비의존적인 대사 과정을 획득하기 위해 해당과정에 대한 집중이 주장되고 있다. 또 다른 가설로는 암세포가 강인한 생존능력을 위해 이와 관련 있는 NADH를 획득하는 과정에서 오탄당 인산 경로로 들어가는 것이 주장되기도 한다. 한편 포도당 대사 경로로 얻어지는 젖산의 산성으로 인한 주변 세포의 황폐화를 가능하게 할 수 있는 측면이나 또는 해당과정과 오탄당 인산 경로와의 멀티 기능의 유용성을 제안하는 가설들도 있다. 한편 2020년 9월 1일자 〈Cancers〉에 국립암센터의 김수열 박사 등의 연구진은 암세포에서의 에너지원으로 포도당 대신 지방산을 주요하게 사용하는 과정을 학계에 발표한 바있다. 이는 한층 더 암세포 발현과 진행의 기작을 이해하는 핵심적인 개념에 접근하고 있는 연구성과로 받아들여지고 있다.

## 바르부르크 대사
2021년 1월 21일자로 메모리얼 슬론케터링 암센터 연구소의 리밍(Li Ming) 박사를 포함하는 연구진은 일반적인 에너지 대사인 해당과정의 산소 대사에서 무산소 대사로 알려진 바르부르크 대사 과정으로의 개입단계를 포스파티딜이노시톨 3-키네이스가 젖산 탈수소효소 A의 생성으로 전환되는 과정을 주요하게 주도하는 것으로 학계에 보고한 바있다. 한편 이러한 리밍 박사 연구진의 연구 결과는 바르부르크 대사가 긍정적이지 않은 암이나 종양에서 뿐만 아니라 면역 세포 등의 긍정적인 활동에서도 매우 주요하게 작동한다는 사실을 보여준다.

## 같이 보기
- 바르부르크 효과
- 바르부르크 효과 (식물생리학)
- 플루오로디옥시글루코스
- 종양

## 참고 문헌
- NDSL – 바르부르크 효과: 어떻게 암에 유용한가?
- Nature Review Cancer. 2011 May;11(5):325-37. Epub 2011 Apr 14. - Otto Warburg's contributions to current concepts of cancer metabolism - Willem H Koppenol , Patricia L Bounds, Chi V Dang,  PMID: 21508971 DOI: 10.1038/nrc3038
- Otto Heinrich Warburg, The  oxygen-transferring  ferment  of  respiration  - Nobel  Lecture,  December  10, 1931
- (Glycolysis fuels phosphoinositide 3-kinase signaling to bolster T cell immunity - Ke Xu (ORCID)https://orcid.org/0000-0002-6707-1052Na Yin https://orcid.org/0000-0002-8280-6512Min Peng [ORCID]https://orcid.org/0000-0002-5885-0660Efstathios G. Stamatiades https://orcid.org/0000-0002-2785-9005Amy ShyuPeng Li https://orcid.org/0000-0002-3893-076XXian Zhang https://orcid.org/0000-0001-9674-7886Mytrang H. DoZhaoquan Wang https://orcid.org/0000-0001-8227-0941Kristelle J. Capistrano https://orcid.org/0000-0003-4349-9924Chun ChouAndrew G. LevineAlexander Y. Rudenskyand Ming O. Li https://orcid.org/0000-0002-1383-0535 , Science • 22 Jan 2021 • Vol 371, Issue 6527 • pp. 405-410 •DOI: 10.1126/science.abb2683)https://www.science.org/doi/10.1126/science.abb2683